# Tribunal Superior de Justicia del Estado de Yucatán
El Tribunal Superior de Justicia del Estado de Yucatán (TJSEY) es el máximo órgano jurisdiccional del estado mexicano de Yucatán. Está conformada por quince jueces y juezas, denominados magistrados o magistradas, electos por sufragio universal y directo, uno de los cuales es designado como su presidente por un periodo de dos años, siendo rotatorio de acuerdo al mayor número de votos del año de la elección, quien es la persona responsable de la dirección del tribunal y mayor representante ante los otros poderes. El Tribunal Superior de Justicia representa la última instancia de materias judiciales del fuero común (con excepción de la materia electoral), fungiendo además como cabeza del Poder Judicial del Estado de Yucatán.

## Funcionamiento
El Tribunal Superior de Justicia del Estado de Yucatán funciona en Pleno y Salas. Se le denomina Pleno cuando están reunidos las y los quince magistrados. Las Salas pueden ser Colegiadas o Unitarias, en ellas se resuelven asuntos de fuero común estatal, como materias civil, laboral, mercantil, penal o extinción de dominio.  Las Salas Colegiadas están conformadas tres o más magistraturas, mientras que la Sala Unitaria está conformada por una magistratura. La magistrada presidenta no integra ninguna sala y es la representante legal del Poder Judicial.

### Pleno
El Pleno del Tribunal se compone con la integración de las 15 magistraturas. Para funcionar, requiere el 60% del total de ellas, es decir, 9 magistraturas. En casos de mayoría calificada, se requiere el 70% de las magistraturas. Sus sesiones, las cuales pueden ser ordinarias o extraordinarias, son presididas por la Magistrada presidenta, y son públicas de manera general, o privada cuando lo exija la moral o el interés público. Las decisiones emitidas de ellas son definitivas e inacatables.

### Salas
El Tribunal Superior de Justicia cuenta con cinco salas, cuatro de ellas Colegiadas y una Unitaria.

#### Primera Sala Colegiada Penal y Civil
Sus integrantes son:
- Mgdo. Adolfo González Martínez
- Mgdo. Mario Alberto Castro Alcocer
- Mgdo. Luis Armando Mendoza Casanova

#### Segunda Sala Colegiada Penal y Civil
Sus integrantes son:
- Mgda. Lizette Mimenza Herrera
- Mgdo. Mario Israel Correa Ríos
- Mgdo. Mauricio Tappan Silveira

#### Sala Colegiada Civil y Familiar
Sus integrantes son:
- Mgda. Graciela Alejandra Torres Garma
- Mgda. Patricia del Socorro Gamboa Wong
- Mgdo. Alberto Salum Ventre
- Mgda. Sary Eugenia Ávila Novelo
- Mgdo. José Pablo Abreu Sacramento

#### Sala Colegiada Mercantil, de Extinción de Dominio y Laboral
Sus integrantes son:
- Mgda. Leticia del Socorro Coba Magaña
- Mgda. Ingrid Ivette Priego Cárdenas
- Mgdo. José Rubén Ruíz Ramírez

#### Sala Unitaria Especializada en Justicia Penal para Adolescentes
Integrada por la magistrada Patricia del Socorro Gamboa Wong.

## Facultades

### Atribuciones generales
El capítulo III  y IV del Título Sexto de la Constitución yucateca establece las atribuciones que le corresponde al pleno del Tribunal Superior de Justicia, mismo que señala:

Capítulo III: De las atribuciones del TSJ, artículo 69 de la Constitución Política del Estado de Yucatán:
- I.- Hacer uso del derecho de iniciar leyes que le confiere esta Constitución;
- II.- Revisar las decisiones del Consejo de la Judicatura respecto de la creación de Departamentos Judiciales y juzgados, modificar su competencia y jurisdicción territorial, en términos de la ley;
- III.- Resolver las contradicciones entre los criterios que emitan sus Salas, las cuales tendrán carácter obligatorio en los términos que señale la ley;
- IV.- Expedir el Reglamento Interior, Acuerdos Generales y demás normas administrativas que sean necesarias para el cumplimiento de sus fines;
- V.- Remitir a los poderes, Legislativo y Ejecutivo, del Estado los informes sobre administración de justicia que le soliciten, en los términos de la ley;

## Requisitos para acceder al cargo
El artículo 65 de la Constitución de Yucatán establece los requisitos para acceder al cargo de magistrado o magistrada del Tribunal Superior de Justicia, que son:

Artículo 65 de la Constitución Política del Estado de Yucatán
- I.- Ser ciudadano mexicano por nacimiento, y tener, además, la calidad de ciudadano yucateco;
- II.- Estar en ejercicio de sus derechos políticos y civiles y gozar de buena reputación, para lo cual se tomará en cuenta no ser deudor alimentario moroso y contar con una trayectoria laboral respetable a través de un estudio minucioso de los antecedentes del postulante en el que se pueda evaluar su conducta ética;
- III.- Poseer al día de la designación título profesional de abogado o licenciado en derecho, expedido por autoridad o institución legalmente facultada para ello, con antigüedad mínima de diez años;
- IV.- Cumplir con lo dispuesto en la fracción IV del Artículo 95 de la Constitución Política de los Estados Unidos Mexicanos, y no haber sido sentenciado con resolución firme de autoridad judicial competente, por la comisión de delito intencional, que amerite pena privativa de la libertad; o por actos de corrupción que ameriten la inhabilitación para ocupar cargos públicos;
- V.- Tener cuando menos treinta y cinco años cumplidos el día de la designación y menos de sesenta y cinco;
- VI.- Haber residido en el Estado durante los dos años anteriores al día de la designación, y
- VII.- No haber sido titular del Poder Ejecutivo del Estado, de alguna de las dependencias o entidades de la Administración Pública del Estado de Yucatán, de un organismo autónomo, Senador, Diputado Federal, Diputado Local, Presidente Municipal o ministro de culto, durante un año previo al día de la designación.

## Integración
El Tribunal Superior de Justicia de Yucatán está integrado por quince magistraturas de conformidad a lo establecido por el artículo 64 de la Constitución de Yucatán, de los cuales uno es designado Magistrado Presidente al interior del Tribunal. A su vez, el Magistrado Presidente encabeza el Consejo de la Judicatura del Estado de Yucatán.
La actual magistrada presidenta del Tribunal Superior de Justicia es María Carolina Silvestre Canto Valdés, electa por periodo del 1 de enero de 2023 al 31 de diciembre de 2026.
Las magistraturas designadas por la gobernadora Ivonne Ortega Pacheco originalmente fueron electas por un periodo de 4 años, con la posibilidad de poder ser ratificados por un periodo adicional de 11 años más, mismo que se llevó a cabo el 27 de febrero de 2015.
| Magistraturas         | Magistraturas                           | Gobernador(a) que lo nominó al Congreso | Fecha de inicio de cargo |
| --------------------- | --------------------------------------- | --------------------------------------- | ------------------------ |
| Magistrada presidenta | María Carolina Silvestre Canto Valdés   | Mauricio Vila Dosal                     | 15 de junio de 2022      |
| Magistrado            | Luis Armando del Jesús Mendoza Casanova | Mauricio Vila Dosal                     | 13 de diciembre de 2023  |
| Magistrado            | Jose Pablo Abreu Sacramento             | Mauricio Vila Dosal                     | 13 de diciembre de 2023  |
| Magistrada            | Sary Eugenia Ávila Novelo               | Mauricio Vila Dosal                     | 15 de diciembre de 2022  |
| Magistrado            | Mauricio Tappan Silveira                | Mauricio Vila Dosal                     | 15 de diciembre de 2022  |
| Magistrado            | Mario Israel Correa Ríos                | Mauricio Vila Dosal                     | 15 de junio de 2022      |
| Magistrado            | Adolfo González Martínez                | Mauricio Vila Dosal                     | 15 de junio de 2022      |
| Magistrada            | Patricia del Socorro Gamboa Wong        | Mauricio Vila Dosal                     | 15 de junio de 2022      |
| Magistrado            | Alberto Salum Ventre                    | Mauricio Vila Dosal                     | 15 de junio de 2022      |
| Magistrada            | Graciela Alejandra Torres Garma         | Mauricio Vila Dosal                     | 15 de junio de 2022      |
| Magistrado            | Mario Alberto Castro Alcocer            | Mauricio Vila Dosal                     | 1 de junio de 2022       |
| Magistrada            | Lizette Mimenza Herrera                 | Mauricio Vila Dosal                     | 18 de mayo de 2022       |
| Magistrada            | Ingrid Ivette Priego Cárdenas           | Ivonne Ortega Pacheco                   | 1 de marzo de 2011       |
| Magistrado            | José Rubén Ruiz Ramírez                 | Ivonne Ortega Pacheco                   | 1 de marzo de 2011       |
| Magistrada            | Leticia del Socorro Cobá Magaña         | Ivonne Ortega Pacheco                   | 1 de marzo de 2011       |